# Ignatius O'Neill

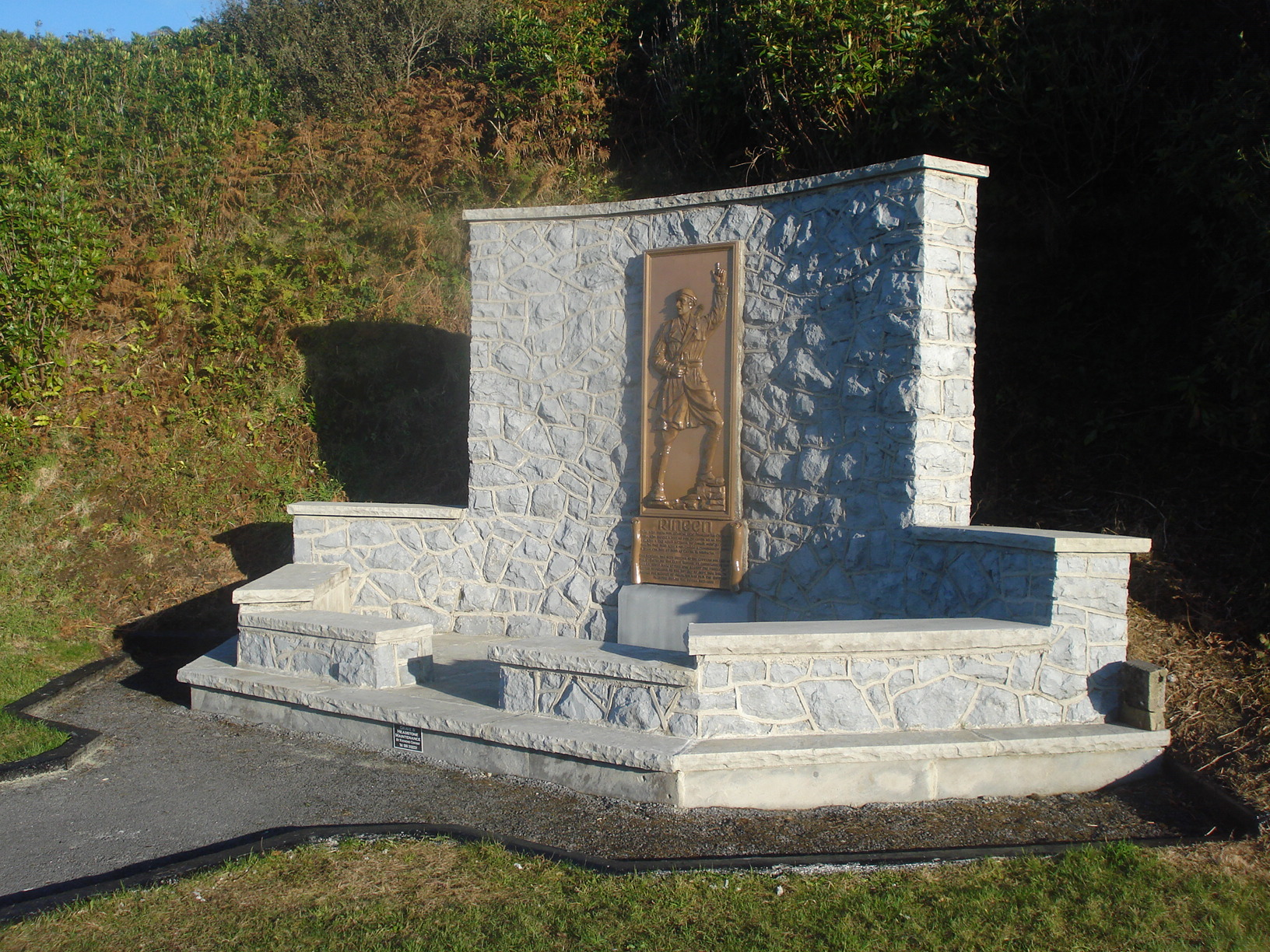
Monument voor de hinderlaag bij Rineen die Ignatius O'Neill leidde

Ignatius O’Neill (Milltown Malbay, 1896 – 10 juni 1939) was een commandant van het IRA.

## Afkomst
Hij was de zoon van de ijzerhandelaar Patrick Hugh O’Neill en zijn vrouw Ethel, Ignatius was atletisch gebouwd en had rood haar. Hij liep lagere school te Milltown Malbay en ging dan naar Blackrock College te Dublin, waar hij uitblonk in sport. Hij emigreerde naar Amerika.

## Eerste Wereldoorlog
Ignatius O’Neill reisde van New York naar Canada en ging bij de Irish Guards. Hij vocht te Ieper en raakte in juli 1916 gewond in de Slag aan de Somme.
Hij werd overgebracht naar Groot-Brittannië om te herstellen. Hij keerde dan terug naar Ierland.

## Ierse onafhankelijkheidsoorlog
Hij ging als kapitein bij de Miltown Malbay compagnie van de Clare Brigade.
Begin 1919 trainde hij samen met Ernie O’Malley vrijwilligers te Cloonagh
Hij werd commandant van het 4e bataljon van de Mid Clare Brigade.
Samen met brigadecommandant Martin Devitt viel hij op 21 juli 1919 de barakken van de Royal Irish Constabulary te Connolly aan.
In oktober viel O’Neill voor wapens de Britse kustwacht te Ballyvaughan aan en in november 1919 het domein van kolonel Tottenham te Mount Callan.
O’Neill raakte gewond aan zijn dij bij de hinderlaag voor de R.I.C. bij Crowe’s Bridge, Inagh op 24 februari 1920, waarbij hij de dode Martin Devitt afvoerde.
Hij voerde het bevel over de vrijwilligers die de hinderlaag bij Rineen legden op 22 september 1920 waarbij ze alle zes R.I.C. mannen in een Crossley wagen doodden te Drummin Hill tussen Miltown Malbay en Lahinch en hun wapens roofden. Bij de aftocht liep hij een beenwond op.
In oktober 1920 viel hij de barak van de R.I.C. te Ruan aan.
In december 1920 gaf O’Neill uitgeput zijn ontslag als bevelhebber. Toch nam hij later die maand deel aan een aanval door de mannen die hij getraind had op een konvooi te Moanreel.
Hij nam deel aan de hinderlaag te Miltown Malbay op 31 maart 1921 waarbij een man van de Black and Tan gedood werd en een andere gewond werd.
Tijdens de Ierse Burgeroorlog was O’Neill lid van de Free State Army en hij nam deel aan de beschieting van Four Courts te Dublin.
Na de burgeroorlog werd hij hoofdinstructeur van Curragh Military College in County Kildare.

## Trouw
In 1923 trouwde hij met May Lehane uit Lahinch. Zij was lid van Cumann na mBan, de vrouwelijke tegenhanger van de Irish Volunteers. Na de hinderlaag bij Rineen was haar huis platgebrand en waren haar vader Dan Lehane en haar broer Pake Lehane vermoord. Haar andere broer Donal Lehane van de free state army was te Killorglin omgekomen in de burgeroorlog. Het paar kreeg zeven kinderen: Ignatius, Patrick, Con, Donal, Ethel, Nora en Francis. Ze woonden te Bray, County Wicklow.

## Dood
O’Neill nam in maart 1939 om gezondheidsredenen ontslag uit het leger en hij stierf op 10 juni.
Hij werd met militaire eer begraven te Callura, Lahinch.
Bij de onthulling van het monument voor de hinderlaag bij Rineen in september 1957 sprak adjudant Seán Burke:
“Ignatius was een fysiek sterke man met het hart op de juiste plaats en wiens kwaliteiten als leider en soldaat boven alle twijfel stonden. Zijn niet aflatende moreel en zijn scherpe zin voor humor maakten hem geliefd bij de mensen”.